# Arrivano i Sister
Arrivano i Sister (The Sisters Brothers) è un romanzo scritto dal canadese Patrick deWitt e pubblicato nel 2011. Il libro ha partecipato alla selezione finale del Booker Prize.

## Trama
Il romanzo, ambientato in Oregon e California nel 1851, vede come protagonisti Eli Sister (il narratore) e il fratello Charlie, due sicari assunti per uccidere il cercatore Hermann Warm, descritto come ladro. Quando lo trovano si rendono conto che la situazione è in realtà molto diversa. La serie di avventure che li vedono coinvolti ricorda quelle del romanzo picaresco.

## Edizioni
- Patrick deWitt, Arrivano i Sister, Vicenza, Pozza, 2012,  p. 303, ISBN 978-88-545-0473-8.